# Televisione in Finlandia
La televisione in Finlandia è stata introdotta nel 1957, mentre nel 1969 sono iniziate le trasmissioni a colori. Fino al 1986, la YLE aveva il monopolio del mercato televisivo. La televisione analogica terrestre ha cessato le trasmissioni il 1º settembre 2007, mentre quella analogica via cavo il 1º marzo 2008.

## Curiosità
Nelle trasmissioni estere, in Finlandia non si usa la tecnica del doppiaggio, ma si usano i sottotitoli lasciando l'audio in lingua originale. Poiché in questo paese oltre al finlandese si parla anche lo svedese, così capita che i telespettatori si lamentino perché nei film esteri vengono trasmessi in doppia sottotitolazione, e non si vede l'immagine.

## Canali televisivi

### Digitale Terrestre

#### DVB-T
| LCN | Nome del canale           | Descrizione                                                 |
| --- | ------------------------- | ----------------------------------------------------------- |
| 1.  | Yle TV1                   | documentari, news, programmi educativi                      |
| 2.  | Yle TV2                   | news, sport, intrattenimento, programmi per bambini         |
| 3.  | MTV3                      | film, serie tv, sitcom, news                                |
| 4.  | Nelonen                   | serie tv, show internazionali, news                         |
| 5.  | Yle Fem                   | programmi in lingua svedese                                 |
| 6.  | Sub                       | serie tv e altri programmi                                  |
| 7.  | Yle Teema                 | cultura, scienze, educazione                                |
| 8.  | Liv                       | programmi per donne, lifestyle, film                        |
| 9.  | Jim                       | programmi per uomini, serie tv, documentari                 |
| 10. | TV5                       | film, serie tv, documentari                                 |
| 11. | The Voice                 | musica, intrattenimento, serie tv                           |
| 12. | Fox                       | serie tv, film                                              |
| 13. | AVA                       | programmi per donne, lifestyle, film, serie tv, documentari |
| 14. | Iskelmä/Harju & Pöntinen  | Schlager music                                              |
| 18. | Estradi                   | short term broadcasts                                       |
| 40. | MTV3 MAX                  | programmi per uomini                                        |
| 41. | MTV3 Fakta                | scienze, documentari                                        |
| 42. | MTV3 Leffa                | film                                                        |
| 43. | MTV3 Juniori              | programmi per bambini                                       |
| 44. | Discovery Channel Finland | documentari                                                 |
| 45. | Eurosport                 | sport                                                       |
| 46. | MTV Finland               | musica, intrattenimento                                     |
| 47. | Nelonen Pro 1             | sport                                                       |
| 48. | Nelonen Pro 2             | sport                                                       |
| 49. | Nelonen Kino              | film                                                        |
| 50. | Nelonen Perhe             | programmi per tutta la famiglia                             |
| 51. | Nelonen Maailma           | documentari                                                 |
| 52. | Disney Channel            | programmi per bambini                                       |
| 53. | CANAL+ First              | film                                                        |
| 54. | CANAL+ Series             | serie tv                                                    |
| 55. | CANAL+ Urheilu            | sport                                                       |
| 56. | CANAL+ Aitio              | sport, film                                                 |
| 57. | URHOtv                    | sport                                                       |
| 58. | Nickelodeon               | programmi per bambini                                       |
| 69. | DIGIVIIHDE.fi             | film pornografici                                           |
| 99. | AdultTV.fi                | film pornografici                                           |

#### DVB-T2
| LCN | Nome del canale           | Descrizione                 | HD | Banda |
| --- | ------------------------- | --------------------------- | -- | ----- |
| 21. | YLE HD                    | programmi della YLE in HD   | si | UHF   |
| 22. | YLE HD                    | programmi della YLE in HD   | si | VHF   |
| 23. | MTV3 HD                   | programmi di MTV3 in HD     | si | UHF   |
| 59. | Nelonen Pro 1 HD          | sport                       | si | VHF   |
| 60. | Nelonen Pro 2 HD          | sport                       | si | VHF   |
| 61. | Nelonen Kino              | film                        | no | VHF   |
| 62. | Nelonen Perhe             | family friendly programming | no | VHF   |
| 63. | Nelonen Maailma           | documentari                 | no | VHF   |
| 80. | Discovery Channel Finland | documentari                 | no | VHF   |
| 82. | URHOtv                    | sport                       | no | VHF   |
| 83. | Eurosport                 | sport                       | no | VHF   |
| 85. | Animal Planet HD          | documentari                 | si | VHF   |
| 86. | Showtime                  | film                        | no | VHF   |
| 87. | MTV Live HD               | musica e intrattenimento    | si | VHF   |
| 88. | TNT7 HD                   | serie tv                    | si | VHF   |
| 96. | Canal+ Urheilu HD         | sport                       | si | VHF   |